# Colgar invasa
Colgar invasa är en insektsart som först beskrevs av Walker 1870.  Colgar invasa ingår i släktet Colgar och familjen Flatidae. Inga underarter finns listade i Catalogue of Life.